# Indoor Sports
Indoor Sports è un videogioco di simulazione di alcuni sport da interno, realizzato nel 1987 inizialmente per Commodore 64 da SportTime, un marchio del produttore californiano DesignStar Consultants Inc., e in seguito convertito per molti altri computer: Acorn Electron, Amiga, Amstrad CPC, Apple II, Atari ST, BBC Micro, Commodore 16, MS-DOS, ZX Spectrum. Venne pubblicato come Superstar Indoor Sports dalla Mindscape in Nordamerica, solo per alcune delle piattaforme, e come Indoor Sports da diversi editori in Europa. L'originale americano fa parte di una collana della SportTime/Mindscape comprendente anche Superstar Ping Pong, Superstar Soccer e Superstar Ice Hockey.

## Modalità di gioco
Le discipline giocabili, non tutte presenti in tutte le versioni, sono freccette, tennistavolo, bowling e hockey da tavolo. Una schermata di selezione principale permette di definire fino a quattro giocatori umani, registrarne i punteggi, e selezionare liberamente una delle discipline. Ciascun incontro può essere affrontato da uno o due giocatori, a turni o in simultanea a seconda della disciplina. Si può regolare la difficoltà dell'eventuale avversario computerizzato e spesso anche la velocità del gioco.

### Freccette
Si giocano partite ai 301, 501 o 701, con opzioni per double in e double out, e un limite di tempo totale per ciascun giocatore. Nella schermata di regolazione del tiro si vede il bersaglio in grande, circondato da una serie di indicatori; tramite cursori in continuo movimento si regolano nell'ordine la direzione orizzontale del tiro, l'angolo verticale e la potenza. Quindi una seconda schermata con visuale in terza persona tridimensionale mostra l'animazione di ciascun tiro.

### Bowling
Si gioca il bowling a 10 birilli con le normali regole, con possibilità di selezionare il peso della boccia e la scivolosità della pista. In una prima schermata grafica con visuale tridimensionale laterale sul giocatore si regola il tiro; si sceglie la posizione iniziale del giocatore, poi una freccia mobile regola la direzione di tiro, infine durante la rincorsa si può dare l'effetto e si preme fuoco per lanciare al momento giusto. Poi si passa a una seconda schermata con visuale in prima persona sulla pista, dove si vede il risultato del tiro. In molte versioni una finestrella in alto mostra il viso del lanciatore che cambia espressione a seconda della riuscita.
Nel 1988 la versione Amiga venne prodotta anche come arcade, con titolo SportTime Bowling, dalla Arcadia Systems, che produceva cabinati basati sull'hardware Amiga.

### Hockey da tavolo
Una partita si gioca ai 12 punti o a chi ha segnato più gol allo scadere del tempo. La schermata di gioco mostra il tavolo in prospettiva tridimensionale, orientato in verticale, con i piattini dei due giocatori che vengono mossi da persone invisibili. I controlli consistono nel movimento in tutte le direzioni del piattino, con la possibilità di farlo andare più veloce se si tiene premuto il pulsante di fuoco.
La disciplina non è presente nella versione Commodore 16.
Nel 1988 la versione Amiga venne prodotta anche come arcade, con titolo SportTime Table Hockey, dalla Arcadia Systems, che produceva cabinati basati sull'hardware Amiga.

### Tennistavolo
La schermata di gioco mostra il tavolo in prospettiva tridimensionale, orientato in verticale, con le racchette dei due giocatori che vengono mosse da persone invisibili. Il movimento della racchetta avviene solo in orizzontale lungo il proprio lato del tavolo. Si può impostare il movimento automatico della racchetta, lasciando al giocatore solo il compito di regolare i tiri, o il movimento manuale. Il risultato di ciascun colpo dipende dalla tempistica e dall'effetto che si può dare muovendo trasversalmente i controlli.
Per Commodore 64 la disciplina è presente soltanto nella versione Mindscape su disco, che include come gioco bonus Superstar Ping Pong, già uscito come gioco a sé stante nel 1986.